# Chick Hannan
Chick Hannan, a volte scritto Chick Hannon (Iron River, 24 maggio 1901 – Los Angeles, 14 agosto 1980), è stato un attore statunitense.

## Biografia
Ex campione di rodeo (fu due volte vincitore del campionato del mondo), riuscì a sfruttare il proprio talento nel domare e nel cavalcare i cavalli interpretando tantissimi ruoli in film western, spesso nella parte di cattivi o scagnozzi, al cinema e alla televisione degli anni 1930 fino agli anni 1960.

## Filmografia

### Cinema
- Eroi senza patria (The Three Musketeers), regia di Colbert Clark e Armand Schaefer (1933)
- The Red Rider, regia di Lew Landers (1934)
- Melody Trail, regia di Joseph Kane (1935)
- Fiamme nel Texas (Trouble in Texas), regia di Robert N. Bradbury (1937)
- Hittin' the Trail, regia di Robert N. Bradbury (1937)
- The Trusted Outlaw, regia di Robert N. Bradbury (1937)
- Guns in the Dark, regia di Sam Newfield (1937)
- Sing, Cowboy, Sing, regia di Robert N. Bradbury (1937)
- Reckless Ranger, regia di Spencer Gordon Bennet (1937)
- Border Cafe, regia di Lew Landers (1937)
- Riders of the Rockies, regia di Robert N. Bradbury (1937)
- Riders of the Dawn, regia di Robert N. Bradbury (1937)
- The Mystery of the Hooded Horsemen, regia di Ray Taylor (1937)
- Il terrore del West (God's Country and the Man), regia di Robert N. Bradbury (1937)
- Stars Over Arizona, regia di Robert N. Bradbury (1937)
- La valle dell'inferno (Danger Valley), regia di Robert N. Bradbury (1937)
- Tex Rides with the Boy Scouts, regia di Ray Taylor (1937)
- The Fighting Deputy, regia di Sam Newfield (1937)
- The Mysterious Pilot, regia di Spencer Gordon Bennet (1937)
- The Singing Outlaw, regia di Joseph H. Lewis (1937)
- The Rangers' Round-Up (1938)
- Cattle Raiders (1938)
- Frontier Town (1938)
- Songs and Bullets (1938)
- Western Trails (1938)
- Desert Patrol (1938)
- Border G-Man (1938)
- The Great Adventures of Wild Bill Hickok (1938)
- Man's Country (1938)
- Utah Trail (1938)
- Phantom Gold (1938)
- Starlight Over Texas (1938)
- The Mexicali Kid (1938)
- Where the Buffalo Roam (1938)
- Guilty Trails (1938)
- In Early Arizona (1938)
- Come on, Rangers! (1938)
- Santa Fe Stampede, regia di George Sherman (1938)
- California Frontier (1938)
- Wild Horse Canyon (1938)
- Shine on Harvest Moon (1938)
- Frontiers of '49 (1939)
- Sundown on the Prairie (1939)
- The Lone Ranger Rides Again (1939)
- Rollin' Westward (1939)
- Trigger Smith (1939)
- Rough Riders' Round-up (1939)
- The Law Comes to Texas (1939)
- The Man from Texas (1939)
- Mesquite Buckaroo (1939)
- The Oregon Trail (1939)
- Riders of the Sage (1939)
- Riders of the Frontier (1939)
- Oklahoma Terror (1939)
- The Fighting Renegade (1939)
- Flaming Lead (1939)
- Trigger Fingers (1939)
- Death Rides the Range (1939)
- Westbound Stage (1939)
- Pioneer Days (1940)
- The Cheyenne Kid (1940)
- Rhythm of the Rio Grande (1940)
- Carovana d'eroi (Virginia City) (1940)
- Pals of the Silver Sage (1940)
- Covered Wagon Days (1940)
- The Cowboy from Sundown (1940)
- Lightning Strikes West (1940)
- Wagons Westward (1940)
- Adventures of Red Ryder (1940)
- The Carson City Kid (1940)
- The Golden Trail (1940)
- The Ranger and the Lady (1940)
- Roll Wagons Roll (1940)
- Arizona Frontier (1940)
- Billy the Kid in Texas (1940)
- Under Texas Skies (1940)
- Young Bill Hickok (1940)
- Take Me Back to Oklahoma (1940)
- The Trail Blazers (1940)
- Beyond the Sacramento (1940)
- Eldorado (Melody Ranch) (1940)
- The Border Legion (1940)
- Lone Star Raiders (1940)
- The Lone Rider Rides On (1941)
- Robin Hood of the Pecos (1941)
- White Eagle (1941)
- Ridin' the Cherokee Trail (1941)
- Back in the Saddle (1941)
- Tumbledown Ranch in Arizona (1941)
- Sheriff of Tombstone (1941)
- The Pioneers (1941)
- Il cavaliere della città fantasma (The Lone Rider in Ghost Town) (1941)
- Saddlemates (1941)
- Desert Bandit (1941)
- Wrangler's Roost, regia di S. Roy Luby (1941)
- Riders of Death Valley (1941)
- Billy the Kid in Santa Fe (1941)
- Under Fiesta Stars (1941)
- The Gunman from Bodie (1941)
- Death Valley Outlaws (1941)
- Billy the Kid Wanted (1941)
- King of the Texas Rangers (1941)
- Tonto Basin Outlaws (1941)
- La storia del generale Custer (They Died with Their Boots On) (1941)
- Lone Star Law Men (1941)
- Fighting Bill Fargo (1941)
- Il convegno dei banditi (Billy the Kid's Round-Up) (1941)
- Man from Cheyenne (1942)
- Below the Border (1942)
- Cowboy Serenade (1942)
- Stagecoach Buckaroo (1942)
- South of Santa Fe (1942)
- Il mistero dei tre sosia (Billy the Kid Trapped) (1942)
- Raiders of the Range (1942)
- Fermi tutti! (Billy the Kid's Smoking Guns) (1942)
- Where Trails End (1942)
- Romance on the Range (1942)
- Down Texas Way (1942)
- I dominatori (In Old California) (1942)
- The Phantom Plainsmen (1942)
- Men of Texas (1942)
- The Sombrero Kid (1942)
- Bells of Capistrano (1942)
- Overland Mail (1942)
- Deep in the Heart of Texas (1942)
- West of the Law (1942)
- La corriera dell'ovest (Overland Stagecoach) (1942)
- Heart of the Golden West (1942)
- Wild Horse Stampede (1943)
- West of Texas (1943)
- Leather Burners (1943)
- Wolves of the Range (1943)
- The Stranger from Pecos (1943)
- Six Gun Gospel (1943)
- The Law Rides Again (1943)
- The Renegade (1943)
- Blazing Frontier (1943)
- I cavalieri del diavolo (Devil Riders) (1943)
- Overland Mail Robbery (1943)
- Westward Bound (1944)
- Partners of the Trail, regia di Lambert Hillyer (1944)
- Spook Town (1944)
- Range Law (1944)
- Fuzzy Settles Down (1944)
- Marshal of Reno (1944)
- Silver City Kid (1944)
- Raiders of Ghost City (1944)
- West of the Rio Grande (1944)
- Bordertown Trail (1944)
- Trail to Gunsight (1944)
- Land of the Outlaws (1944)
- Sheriff of Sundown (1944)
- Ghost Guns (1944)
- Harmony Trail (1944)
- Marked for Murder (1945)
- Gun Smoke (1945)
- Stranger from Santa Fe (1945)
- Santa Fe Saddlemates (1945)
- Springtime in Texas (1945)
- Fiamme sul Far West (Flame of the West) (1945)
- Man from Oklahoma (1945)
- Outlaws of the Rockies (1945)
- Blazing the Western Trail (1945)
- Song of Old Wyoming (1945)
- The Lost Trail (1945)
- Colorado Pioneers (1945)
- Lawless Empire (1945)
- Lonesome Trail (1945)
- The Cherokee Flash (1945)
- Border Bandits (1946)
- I predoni della città (Abilene Town) (1946)
- Roaring Rangers (1946)
- Gunning for Vengeance (1946)
- Thunder Town (1946)
- Alias Billy the Kid (1946)
- West of the Alamo (1946)
- The Gentleman from Texas (1946)
- I rinnegati (Renegades) (1946)
- Red River Renegades (1946)
- Roll on Texas Moon (1946)
- Trigger Fingers (1946)
- Shadows on the Range (1946)
- Stagecoach to Denver (1946)
- Vecchia California (California) (1947)
- Raiders of the South (1947)
- Last Frontier Uprising (1947)
- Valley of Fear (1947)
- Trailing Danger (1947)
- Six-Gun Serenade (1947)
- Saddle Pals (1947)
- Code of the Saddle (1947)
- Pioneer Justice (1947)
- I bandoleros (Gunfighters) (1947)
- Flashing Guns (1947)
- Black Hills (1947)
- Wild Horse Mesa (1947)
- The Fighting Vigilantes (1947)
- Song of the Drifter (1948)
- Overland Trails (1948)
- Western Heritage (1948)
- Il solitario del Texas (Albuquerque) (1948)
- Tex Granger: Midnight Rider of the Plains (1948)
- Crossed Trails (1948)
- Dangers of the Canadian Mounted (1948)
- The Arizona Ranger (1948)
- Frontier Agent (1948)
- Daniele tra i pellirosse (The Dude Goes West) (1948)
- Gli avvoltoi (Return of the Bad Men) (1948)
- Son of God's Country (1948)
- I rapinatori (The Plunderers) (1948)
- Courtin' Trouble (1948)
- Viso pallido (The Paleface) (1948)
- Shadows of the West (1949)
- Gun Runner (1949)
- Ride, Ryder, Ride! (1949)
- Law of the West (1949)
- The Last Bandit (1949)
- Death Valley Gunfighter (1949)
- Billy il mancino (Son of Billy the Kid) (1949)
- Duello infernale (Stampede) (1949)
- Across the Rio Grande (1949)
- The James Brothers of Missouri (1949)
- Navajo Trail Raiders (1949)
- Range Land (1949)
- Più forte dell'odio (Montana) (1950)
- L'amante del bandito (Singing Guns) (1950)
- La legge del silenzio (Black Hand) (1950)
- Code of the Silver Sage (1950)
- Pelle di bronzo (Comanche Territory) (1950)
- L'orda selvaggia (The Savage Horde) (1950)
- Winchester '73 (1950)
- Rider from Tucson (1950)
- Le foglie d'oro (Bright Leaf) (1950)
- The Old Frontier (1950)
- Le furie (The Furies) (1950)
- Desperadoes of the West (1950)
- La Strade di Ghost Town (Streets of Ghost Town) (1950)
- Vigilante Hideout (1950)
- Under Mexicali Stars (1950)
- Il sentiero degli Apaches (California Passage) (1950)
- Trail of Robin Hood (1950)
- Uniti nella vendetta (The Great Missouri Raid) (1951)
- I lancieri del Dakota (Oh! Susanna) (1951)
- Il passo dell'avvoltoio (Raton Pass) (1951)
- Don Daredevil Rides Again (1951)
- Buckaroo Sheriff of Texas (1951)
- In Old Amarillo (1951)
- The Dakota Kid (1951)
- Rodeo King and the Senorita (1951)
- Sentiero di guerra (Warpath) (1951)
- La lettera di Lincoln (The Lady from Texas) (1951)
- L'assalto delle frecce rosse (Slaughter Trail) (1951)
- Smoky Canyon (1952)
- Stella solitaria (Lone Star) (1952)
- L'urlo dei sioux (Buffalo Bill in Tomahawk Territory) (1952)
- La cavalcata dei diavoli rossi (Flaming Feather) (1952)
- The Gunman (1952)
- Target (1952)
- Old Oklahoma Plains (1952)
- Cattle Town (1952)
- Fargo - La valle dei desperados (Fargo) (1952)
- Il temerario (The Lusty Men) (1952)
- Dan il terribile (Horizons West) (1952)
- Il massacro di Tombstone (Toughest Man in Arizona) (1952)
- South Pacific Trail (1952)
- La regina dei desperados (Montana Belle) (1952)
- La valle dei bruti (Ride the Man Down) (1952)
- Blue Canadian Rockies (1952)
- La ribelle del West (The Redhead from Wyoming) (1953)
- Il diario di un condannato (The Lawless Breed) (1953)
- La meticcia di Sacramento (The Man Behind the Gun) (1953)
- Il cavaliere della valle solitaria (Shane) (1953)
- Frustateli senza pietà (Cow Country) (1953)
- I cavalieri di Allah (The Desert Song) (1953)
- Pony Express (1953)
- La primula rossa del Sud (The Vanquished) (1953)
- La frusta di sangue (The Great Jesse James Raid) (1953)
- La freccia insanguinata (Arrowhead) (1953)
- La città dei fuorilegge (City of Bad Men) (1953)
- Shadows of Tombstone (1953)
- Jack Slade l'indomabile (Jack Slade) (1953)
- L'assedio delle sette frecce (Escape from Fort Bravo) (1953)
- Johnny Guitar (1954)
- Man with the Steel Whip (1954)
- Terra lontana (The Far Country) (1954)
- Il cacciatore di fortuna (The Outcast) (1954)
- Timberjack (1955)
- Il paradiso dei fuorilegge (Stranger on Horseback) (1955)
- Sangue di Caino (The Road to Denver) (1955)
- Duello di spie (The Scarlet Coat) (1955)
- La rosa gialla del Texas (The Return of Jack Slade) (1955)
- La freccia sulla croce (The Twinkle in God's Eye) (1955)
- Gli ostaggi (A Man Alone) (1955)
- Pista insanguinata (The Fighting Chance) (1955)
- Glory (1956)
- L'amore più grande del mondo (Come Next Spring) (1956)
- La principessa dei Moak (Mohawk) (1956)
- La stella spezzata (The Broken Star) (1956)
- La storia del generale Houston (The First Texan) (1956)
- I sette assassini (7 Men from Now) (1956)
- Mezzogiorno di... fifa (Pardners) (1956)
- Il giro del mondo in 80 giorni (Around the World in 80 Days) (1956)
- Sfida al tramonto (The Brass Legend) (1956)
- Drango (1957)
- Una pistola tranquilla (The Quiet Gun) (1957)
- Orizzonti lontani (The Big Land) (1957)
- Duello a Durango (Gun Duel in Durango) (1957)
- Il cerchio della vendetta (Shoot-Out at Medicine Bend), regia di Richard  Bare (1957)
- La scure di guerra del capo Sioux (The Lawless Eighties) (1957)
- L'uomo solitario (The Lonely Man) (1957)
- La maschera nera di Cedar Pass (The Last Stagecoach West) (1957)
- Giustizia senza legge (Black Patch) (1957)
- La cavalcata della vendetta (Ride Out for Revenge) (1957)
- La vendetta degli Apache (Apache Uprising) (1965)
- Posta grossa a Dodge City (A Big Hand for the Little Lady) (1966)

### Televisione
- Wild Bill Hickok (Adventures of Wild Bill Hickok) - serie TV, un episodio (1951)
- Roy Rogers (The Roy Rogers Show) - serie TV, un episodio (1952)
- Cisco Kid (The Cisco Kid) - serie TV, un episodio (1952)
- Hopalong Cassidy - serie TV, 10 episodi (1952)
- Le avventure di Rex Rider (The Range Rider) - serie TV, un episodio (1953)
- The Adventures of Kit Carson - serie TV, 5 episodi (1953)
- Stories of the Century - serie TV, 8 episodi (1954)
- Buffalo Bill, Jr. - serie TV, un episodio (1955)
- Il sergente Preston (Sergeant Preston of the Yukon) - serie TV, un episodio (1955)
- Le avventure di Gene Autry (The Gene Autry Show) - serie TV, un episodio (1955)
- Screen Directors Playhouse - serie TV, 2 episodi (1955)
- Soldiers of Fortune - serie TV, 2 episodi (1955)
- Le leggendarie imprese di Wyatt Earp (The Life and Legend of Wyatt Earp) - serie TV, 6 episodi (1955)
- Gunsmoke - serie TV, 39 episodi (1955)
- The Adventures of Jim Bowie - serie TV, un episodio (1956)
- Annie Oakley - serie TV, 5 episodi (1956)
- Schlitz Playhouse of Stars - serie TV, un episodio (1957)
- Trackdown - serie TV, 2 episodi (1957)
- Sugarfoot - serie TV, un episodio (1957)
- Have Gun - Will Travel - serie TV, 3 episodi (1957)
- I racconti del West (Zane Grey Theater) - serie TV, 4 episodi (1957)
- Tales of Wells Fargo - serie TV, 9 episodi (1957)
- Carovane verso il west (Wagon Train) - serie TV, 147 episodi (1957)
- Frontier Doctor - serie TV, 2 episodi (1958)
- Cimarron City – serie TV, 8 episodi (1958-1959)
- The Restless Gun - serie TV, 3 episodi (1958)
- General Electric Theater - serie TV, 2 episodi (1958)
- The Rifleman - serie TV, un episodio (1959)
- Ricercato vivo o morto (Wanted: Dead or Alive) - serie TV, 2 episodi (1959)
- Avventure lungo il fiume (Riverboat) - serie TV, un episodio (1959)
- Bat Masterson - serie TV, 2 episodi (1959)
- Shotgun Slade - serie TV, 10 episodi (1959)
- The Deputy - serie TV, 7 episodi (1959)
- Laramie - serie TV, 8 episodi (1959)
- The Tall Man - serie TV, 6 episodi (1960)
- La valle dell'oro (Klondike) – serie TV, episodio 1x05 (1960)
- Whispering Smith - serie TV, 4 episodi (1961)
- Frontier Circus - serie TV, 2 episodi (1961)
- Il virginiano (The Virginian) - serie TV, 12 episodi (1962)
- Laredo - serie TV, un episodio (1965)
- Cavaliere solitario (The Loner) - serie TV, 2 episodi (1965)
- La grande vallata (The Big Valley) - serie TV, un episodio (1966)
- Bonanza - serie TV, 2 episodi (1966)